# لیتنگه
لیتنگه (به لاتین: Leitnie) یک روستا در لهستان است که در گمینا دنبووا کوودا واقع شده‌است.